# Велико езеро
Великото езеро е солено езеро в Хърватия. Намира се на остров Млет. Свързва се с друго по-малко езеро чрез тесен канал. Заобгражда остров Света Мария.